# Bóng đá tại Đại hội Thể thao Đông Nam Á 2005 – Nam
Nội dung bóng đá nam tại Đại hội Thể thao Đông Nam Á 2005 được tổ chức tại Philippines từ ngày 20 tháng 11 đến ngày 4 tháng 12 năm 2005. Độ tuổi tham dự là từ 23 tuổi trở xuống, không có các cầu thủ quá tuổi.
Thái Lan đã bảo vệ thành công tấm huy chương vàng sau khi đánh bại Việt Nam 3–0 trong trận chung kết thứ hai liên tiếp của cả hai đội. Malaysia giành tấm huy chương đồng sau khi vượt qua Indonesia.

## Lịch thi đấu
Dưới đây là lịch thi đấu cho nội dung bóng đá nam.
| G | Vòng bảng | ½ | Bán kết | B | Tranh huy chương đồng | F | Chung kết |

| CN 20 | T2 21 | T3 22 | T4 23 | T5 24 | T6 25 | T7 26 | CN 27 | T2 28 | T3 29 | T4 30 | T5 1 | T6 2 | T7 3 | CN 4 | CN 4 |
| ----- | ----- | ----- | ----- | ----- | ----- | ----- | ----- | ----- | ----- | ----- | ---- | ---- | ---- | ---- | ---- |
| G     | G     | G     | G     | G     | G     | G     | G     | G     | G     |       |      | ½    |      | B    | F    |

## Các quốc gia tham dự
9 đội tuyển trong tổng số 11 quốc gia Đông Nam Á đã tham dự nội dung thi đấu này. Brunei và Đông Timor đã rút lui khỏi giải đấu trước lễ bốc thăm.
- Campuchia (CAM)
- Indonesia (INA)
- Lào (LAO)
- Malaysia (MAS)
- Myanmar (MYA)
- Philippines (PHI)
- Singapore (SGP)
- Thái Lan (THA)
- Việt Nam (VIE)

## Địa điểm
Hai địa điểm diễn ra các trận đấu bóng đá nam là sân vận động Paglaum và sân vận động Panaad, cùng tại Bacolod. 
| Bacolod              | Bacolod             | BacolodBóng đá tại Đại hội Thể thao Đông Nam Á 2005 – Nam (Philippines) |
| -------------------- | ------------------- | ----------------------------------------------------------------------- |
| Sân vận động Paglaum | Sân vận động Panaad | BacolodBóng đá tại Đại hội Thể thao Đông Nam Á 2005 – Nam (Philippines) |
| Sức chứa: 7.200      | Sức chứa: 10.500    | BacolodBóng đá tại Đại hội Thể thao Đông Nam Á 2005 – Nam (Philippines) |
|                      |                     | BacolodBóng đá tại Đại hội Thể thao Đông Nam Á 2005 – Nam (Philippines) |

## Đội hình
Các cầu thủ sinh từ ngày 1 tháng 1 năm 1982 trở về sau có đủ điều kiện tham dự giải đấu này. Mỗi đội tuyển được phép đăng ký tối đa 20 cầu thủ.

## Bốc thăm
Lễ bốc thăm được tổ chức vào chiều ngày 6 tháng 11 năm 2005 tại khách sạn Sheraton Century Park ở Manila, Philippines. Chín đội tuyển trong giải đấu nam được bốc thăm chia thành hai bảng, một bảng bốn đội và một bảng năm đội. Các đội tuyển được xếp hạt giống dựa theo thành tích của họ tại kỳ đại hội trước. Đương kim vô địch Thái Lan và đương kim á quân Việt Nam được xếp vào nhóm hạt giống số 1.
Chủ nhà Philippines được quyền chọn bảng đấu và đã quyết định chọn bảng A gồm bốn đội.
| Nhóm 1                  | Nhóm 2             | Không phân hạt giống                                      |
| ----------------------- | ------------------ | --------------------------------------------------------- |
| Thái Lan (C) · Việt Nam | Malaysia · Myanmar | Philippines (H) · Campuchia · Lào · Singapore · Indonesia |

## Vòng bảng
Hai đội đứng đầu mỗi bảng lọt vào vòng bán kết.
Các tiêu chí
Các đội được xếp hạng theo điểm (3 điểm cho 1 trận thắng, 1 điểm cho 1 trận hòa và 0 điểm cho 1 trận thua), và nếu bằng điểm, các tiêu chí sau đây sẽ được áp dụng theo thứ tự, để xác định thứ hạng:
1. Hiệu số bàn thắng thua trong tất cả các trận đấu bảng;
2. Số bàn thắng ghi được trong tất cả các trận đấu bảng;
3. Điểm trong các trận đối đầu trực tiếp giữa các đội bằng điểm;
4. Hiệu số bàn thắng thua trong các trận đối đầu trực tiếp giữa các đội bằng điểm;
5. Số bàn thắng ghi được trong các trận đối đầu trực tiếp giữa các đội bằng điểm;
6. Nếu có nhiều hơn hai đội bằng điểm, và sau khi áp dụng tất cả các tiêu chí đối đầu ở trên, một nhóm nhỏ các đội vẫn còn bằng điểm nhau, tất cả các tiêu chí đối đầu ở trên được áp dụng lại cho riêng nhóm này;
7. Sút luân lưu nếu chỉ có hai đội bằng điểm và gặp nhau ở lượt trận cuối cùng của bảng;
8. Bốc thăm.

### Bảng A
| VT | Đội             | ST | T | H | B | BT | BB | HS | Đ | Giành quyền tham dự     |
| -- | --------------- | -- | - | - | - | -- | -- | -- | - | ----------------------- |
| 1  | Thái Lan        | 3  | 3 | 0 | 0 | 4  | 1  | +3 | 9 | Vòng đấu loại trực tiếp |
| 2  | Malaysia        | 3  | 2 | 0 | 1 | 10 | 4  | +6 | 6 | Vòng đấu loại trực tiếp |
| 3  | Philippines (H) | 3  | 1 | 0 | 2 | 6  | 7  | −1 | 3 |                         |
| 4  | Campuchia       | 3  | 0 | 0 | 3 | 2  | 10 | −8 | 0 |                         |

| Malaysia                                              | 5–0      | Campuchia |
| ----------------------------------------------------- | -------- | --------- |
| Surendran 8', 83' · Zairo 40' · Rudie 45' · Azlan 60' | Chi tiết |           |

| Philippines | 0–1      | Thái Lan    |
| ----------- | -------- | ----------- |
|             | Chi tiết | Jakkrit 36' |

| Philippines                                                             | 4–2      | Campuchia                |
| ----------------------------------------------------------------------- | -------- | ------------------------ |
| J. Younghusband 12' · Borromeo 65' · P. Greatwich 85' · Caligdong 90+?' | Chi tiết | Veasoutna 16' · Than 16' |

| Thái Lan                     | 2–1      | Malaysia |
| ---------------------------- | -------- | -------- |
| Suchao 43' · Datsakorn 90+3' | Chi tiết | Nor 81'  |

| Campuchia | 0–1      | Thái Lan   |
| --------- | -------- | ---------- |
|           | Chi tiết | Tada 45+2' |

| Philippines              | 2–4    | Malaysia                         |
| ------------------------ | ------ | -------------------------------- |
| P. Younghusband 33', 46' | Report | Ramli 14', 86' · Rasiah 60', 70' |

### Bảng B
| VT | Đội       | ST | T | H | B | BT | BB | HS  | Đ | Giành quyền tham dự     |
| -- | --------- | -- | - | - | - | -- | -- | --- | - | ----------------------- |
| 1  | Việt Nam  | 4  | 3 | 0 | 1 | 11 | 4  | +7  | 9 | Vòng đấu loại trực tiếp |
| 2  | Indonesia | 4  | 2 | 2 | 0 | 5  | 0  | +5  | 8 | Vòng đấu loại trực tiếp |
| 3  | Singapore | 4  | 2 | 1 | 1 | 3  | 2  | +1  | 7 |                         |
| 4  | Lào       | 4  | 1 | 0 | 3 | 5  | 15 | −10 | 3 |                         |
| 5  | Myanmar   | 4  | 0 | 1 | 3 | 2  | 5  | −3  | 1 |                         |

| Myanmar                       | 2–3      | Lào                         |
| ----------------------------- | -------- | --------------------------- |
| Soe Myat Min 27' · Mar La 75' | Chi tiết | Davone 12' · Visay 64', 79' |

| Việt Nam                | 2–1                     | Singapore         |
| ----------------------- | ----------------------- | ----------------- |
| Phạm Văn Quyến 45', 48' | Chi tiết Chi tiết (VNN) | Shahril Ishak 24' |

| Lào                      | 2–8      | Việt Nam |
| ------------------------ | -------- | --- |
| Davone 19' · Phayvan 30' | Chi tiết | Phạm Văn Quyến 8', 20' · Phan Văn Tài Em 15' · Kovan 16' (l.n.) · Lê Công Vinh 38', 41', 65' · Lê Tấn Tài 88' |

| Indonesia | 0–0      | Myanmar |
| --------- | -------- | ------- |
|           | Chi tiết |         |

| Singapore | 0–0      | Indonesia |
| --------- | -------- | --------- |
|           | Chi tiết |           |

| Myanmar | 0–1      | Việt Nam            |
| ------- | -------- | ------------------- |
|         | Chi tiết | Phan Văn Tài Em 66' |

| Việt Nam | 0–1      | Indonesia  |
| -------- | -------- | ---------- |
|          | Chi tiết | Sinaga 65' |

| Lào | 0–1      | Singapore       |
| --- | -------- | --------------- |
|     | Chi tiết | Fazrul Nawaz 4' |

| Singapore        | 1–0      | Myanmar |
| ---------------- | -------- | ------- |
| Fazrul Nawaz 43' | Chi tiết |         |

| Indonesia                                             | 4–0      | Lào |
| ----------------------------------------------------- | -------- | --- |
| Salampessy 40' · Zainal 44' · Mahyadi 79' · Indra 84' | Chi tiết |     |

## Vòng đấu loại trực tiếp
Trong vòng đấu loại trực tiếp, nếu một trận đấu có kết quả hòa sau 90 phút:
- Tại trận tranh huy chương đồng, sẽ không thi đấu hiệp phụ, trận đấu được quyết định bằng loạt sút luân lưu.
- Tại trận bán kết và trận chung kết, sẽ tổ chức thi đấu hiệp phụ (không áp dụng luật bàn thắng vàng). Nếu kết quả vẫn hòa sau hiệp phụ, loạt sút luân lưu sẽ được sử dụng để xác định đội thắng.

### Sơ đồ
|  | Bán kết              | Bán kết  |                            |   | Trận tranh huy chương vàng | Trận tranh huy chương vàng |
|  |                      |          |                            |   |                            |                            |
|  | 2 tháng 12 – Bacolod |          |                            |   |                            |                            |
|  |                      |          |                            |   |                            |                            |
|  | Thái Lan             | 3        |                            |   |                            |                            |
|  | Thái Lan             | 3        | 4 tháng 12 – Bacolod       |   |                            |                            |
|  | Indonesia            | 1        |                            |   |                            |                            |
|  | Indonesia            | 1        | Thái Lan                   | 3 |                            |                            |
|  | 2 tháng 12 – Bacolod |          | Thái Lan                   | 3 |                            |                            |
|  |                      | Việt Nam | 0                          |   |                            |                            |
|  | Việt Nam             | Việt Nam | 0                          | 2 |                            |                            |
|  | Việt Nam             |          |                            | 2 |                            |                            |
|  | Malaysia             | 1        |                            |   |                            |                            |
|  | Malaysia             | 1        | Trận tranh huy chương đồng |   |                            |                            |
|  |                      |          |                            |   |                            |                            |
|  | 4 tháng 12 – Bacolod |          |                            |   |                            |                            |
|  |                      |          |                            |   |                            |                            |
|  | Malaysia             | 1        |                            |   |                            |                            |
|  | Malaysia             | 1        |                            |   |                            |                            |
|  | Indonesia            | 0        |                            |   |                            |                            |

### Các trận đấu

#### Bán kết
| Thái Lan                          | 3–1 | Indonesia  |
| --------------------------------- | --- | ---------- |
| Teeratep 17' (ph.đ.), 58' · Suree |     | Wibowo 60' |

| Việt Nam                              | 2–1      | Malaysia |
| ------------------------------------- | -------- | -------- |
| Phạm Văn Quyến 40' · Lê Công Vinh 56' | Chi tiết | Nor 34'  |

#### Tranh huy chương đồng
| Malaysia   | 1–0      | Indonesia |
| ---------- | -------- | --------- |
| Fadzli 78' | Chi tiết |           |

#### Tranh huy chương vàng
| Thái Lan               | 3–0      | Việt Nam |
| ---------------------- | -------- | -------- |
| Teeratep 43', 76', 83' | Chi tiết |          |

### Huy chương vàng
| Bóng đá nam Đại hội Thể thao Đông Nam Á 2005 |
| -------------------------------------------- |
| · Thái Lan · Lần thứ 12                      |

## Thống kê

### Cầu thủ ghi bàn
Đã có 59 bàn thắng ghi được trong 20 trận đấu, trung bình 2.95 bàn thắng mỗi trận đấu.

### Bảng xếp hạng
| VT | Đội             | ST | T | H | B | BT | BB | HS  | Đ  | Kết quả chung cuộc        |
| -- | --------------- | -- | - | - | - | -- | -- | --- | -- | ------------------------- |
| 1  | Thái Lan        | 5  | 5 | 0 | 0 | 10 | 2  | +8  | 15 | Vô địch - Huy chương vàng |
| 2  | Việt Nam        | 6  | 4 | 0 | 2 | 13 | 8  | +5  | 12 | Á quân - Huy chương bạc   |
| 3  | Malaysia        | 5  | 3 | 0 | 2 | 12 | 6  | +6  | 9  | Hạng ba - Huy chương đồng |
| 4  | Indonesia       | 6  | 2 | 2 | 2 | 6  | 4  | +2  | 8  | Hạng tư                   |
|    |                 |    |   |   |   |    |    |     |    |                           |
| 5  | Singapore       | 4  | 2 | 1 | 1 | 3  | 2  | +1  | 7  | Bị loại ở vòng bảng       |
| 6  | Philippines (H) | 3  | 1 | 0 | 2 | 6  | 7  | −1  | 3  | Bị loại ở vòng bảng       |
| 7  | Lào             | 4  | 1 | 0 | 3 | 5  | 15 | −10 | 3  | Bị loại ở vòng bảng       |
| 8  | Myanmar         | 4  | 0 | 1 | 3 | 2  | 5  | −3  | 1  | Bị loại ở vòng bảng       |
| 9  | Campuchia       | 3  | 0 | 0 | 3 | 2  | 10 | −8  | 0  | Bị loại ở vòng bảng       |

## Sự cố và tranh cãi

### Bê bối dàn xếp tỷ số
Hai cầu thủ của đội tuyển U-23 Việt Nam, gồm tiền đạo Phạm Văn Quyến và tiền vệ Lê Quốc Vượng, đã bị bắt giữ tại Hà Nội do có nghi ngờ liên quan đến "cá độ và tổ chức cá độ" (dàn xếp tỷ số). Sự cố xảy ra trong trận đấu giữa Việt Nam và Myanmar, khi Việt Nam giành chiến thắng 1–0, trong đó nhiều cầu thủ Việt Nam được cho là đã cố tình chơi chậm lại. Ngoài ra, Văn Quyến còn bị tố cáo đã nhận 23 triệu đồng từ hai người phụ nữ ở Thành phố Hồ Chí Minh trên đường từ Manila về Hà Nội. Chính quyền Philippines đã ca ngợi các quan chức Việt Nam về việc trấn áp tiêu cực trong bóng đá và bắt giữ hai cầu thủ. Chủ tịch Ủy bạn Olympic Philippines Robert Aventajado nói rằng vụ bắt giữ được tiến hành nhằm bảo vệ môn thể thao này và Việt Nam đang nỗ lực để ngăn chặn thiệt hại nặng nề hơn mà vụ bê bối đã gây ra. Hai cầu thủ khác là Huỳnh Quốc Anh và Lê Bật Hiếu cũng đã bị bắt với cùng tội danh; họ được cho là đã nhận 20 triệu đồng từ các nhà cái trong nước để đảm bảo Việt Nam không thắng nhiều hơn một bàn.